# Mexikos Grand Prix 1964
Mexikos Grand Prix 1964 var det sista av tio lopp ingående i formel 1-VM 1964. 

## Rapport
Graham Hill kom till Mexiko med 39 mästerskapspoäng men skulle få dra bort tre om han tog poäng medan John Surtees, som hade 34, kunde räkna samtliga poäng han fick. Den regerande mästaren Jim Clark, som hade 30 poäng, skulle vinna förarmästerskapet igen om han vann loppet samtidigt som de andra misslyckades, eftersom han då skulle ha vunnit fler lopp än konkurrenterna. 
Clark hade pole position före Dan Gurney, Lorenzo Bandini och Surtees stod i raden bakom medan Mike Spence och Hill startade från tredje raden. Clark tog ledningen och hoppet om världsmästerskapstiteln levde då Hill, som fick problem med sina skyddsglasögon, och Surtees, som fick problem med motorn, föll ner till tionde respektive trettonde plats redan efter första varvet. Surtees hade dock tur när hans motor började fungera felfritt igen och fick möjlighet att avancera genom fältet. Hill lyckades också ta sig uppåt och på tolfte varvet låg han på tredje plats, vilken innebar den poäng han behövde för att passera Clark i mästerskapet. Hill jagades av Bandini, som kom så nära att bilarna hakade i varandra och snurrade av. Detta gjorde att Surtees kunde ta över tredjeplatsen men skulle inte vinna förarmästerskapet om Clark skulle vinna loppet. Hill kom tillbaka i loppet men hans chanser att vinna mästerskapet berodde helt och hållet på om konkurrenterna skulle bryta
Surtees blev senare passerad av Bandini och det såg ut som Clark skulle ta sin andra VM-titel, men när sju varv återstod började hans bil läcka olja och på sista varvet gav hans motor upp.  Gurney vann loppet och Bandini släppte förbi sin stallkamrat Surtees, som därmed slutade tvåa i loppet och korades som världsmästare 1964.

## Resultat
1. Dan Gurney, Brabham-Climax, 9 poäng
2. John Surtees, Ferrari, 6
3. Lorenzo Bandini, Ferrari, 4
4. Mike Spence, Lotus-Climax, 3
5. Jim Clark, Lotus-Climax (varv 64, motor), 2
6. Pedro Rodríguez, Ferrari, 1
7. Bruce McLaren, Cooper-Climax
8. Richie Ginther, BRM
9. Phil Hill, Cooper-Climax (63, motor)
10. Moisés Solana, Lotus-Climax
11. Graham Hill, BRM
12. Innes Ireland, BRP-BRM
13. Hap Sharp, R R C Walker (Brabham-BRM)

### Förare som bröt loppet
- Chris Amon, Reg Parnell (Lotus-BRM) (varv 46, växellåda)
- Jack Brabham, Brabham-Climax (44, elsystem)
- Mike Hailwood, Reg Parnell (Lotus-BRM) (12, överhettning)
- Jo Siffert, R R C Walker (Brabham-BRM) (11, bränslepump)
- Joakim Bonnier, R R C Walker (Brabham-Climax) (9, upphängning)
- Trevor Taylor, BRP-BRM (6, överhettning)